# Prix Allen-Newell
Le prix Allen Newell de l'ACM/AAAI est un prix en informatique attribué depuis 1994. Il est doté de 10.000 dollars. Il est nommé en hommage au pionnier de l'intelligence artificielle Allen Newell. D'après ses statuts, il est attribué pour "des contributions d'une portée significative traversant l'informatique, ou reliant l'informatique à d'autres disciplines".

## Récipiendaires
- 1994 Fred Brooks
- 1995 Joshua Lederberg
- 1997 Carver Mead
- 1998 Saul Amarel
- 1999 Nancy Leveson
- 2000 Lotfi Zadeh
- 2001 Ruzena Bajcsy
- 2002 Peter Chen
- 2003 David Haussler et Judea Pearl
- 2004 Richard P. Gabriel
- 2005 Jack Minker
- 2006 Karen Spärck Jones
- 2007 Leonidas Guibas
- 2008 Barbara Grosz et Joseph Halpern
- 2009 Michael I. Jordan
- 2010 Takeo Kanade
- 2011 Stephanie Forrest
- 2012 Moshe Tennenholtz et Yoav Shoham
- 2014 Jon Kleinberg
- 2015 Eric Horvitz
- 2016 Jitendra Malik
- 2017 Margaret A. Boden
- 2018 Henry A. Kautz
- 2019 Lydia Kavraki et Daphne Koller
- 2020 Hector J. Levesque (de), Moshe Y. Vardi
- 2021 Carla Gomes
- 2022 Bernhard Schölkopf, Stuart J. Russell (de)